# Teach You
"Teach You" é o segundo single em inglês da cantora americana Tiffany Young. Foi lançado em 27 de setembro de 2018, juntamente com seu videoclipe.

## Antecedentes e lançamento
Após o sucesso do single "Over My Skin", foi anunciado que a Tiffany voltaria em setembro com uma nova música intitulada "Teach You". O single e o videoclipe foram lançados em 28 de setembro.

## Videoclipe
O primeiro teaser de "Teach You", onde ela estava sentada em uma cadeira e repetindo a frase "Why did you do it?" Antes de dizer: "I didn't want it to end like this", foi lançado em 18 de setembro. Em 22 de setembro, Tiffany lançou um segundo teaser, com uma participação especial dos membros do Girls' Generation, Sooyoung e Hyoyeon. O videoclipe foi finalmente lançado em 27 de setembro. O vídeo mostra Tiffany saindo com Sooyoung e Hyoyeon, que a colocam no fato de que seu namorado, interpretado por Kwon Hyuk-soo, está traindo ela.